# Voltumna
Voltumna ist eine etruskische Gottheit. Laut Varro war er die oberste Gottheit in der etruskischen Religion, doch gilt seine genaue Funktion als unklar. Die Römer übernahmen ihn unter den Namen Vortumnus, später Vertumnus, von den Etruskern. Er teilt einige Charakteristika mit dem etruskischen Hochgott Tinia.

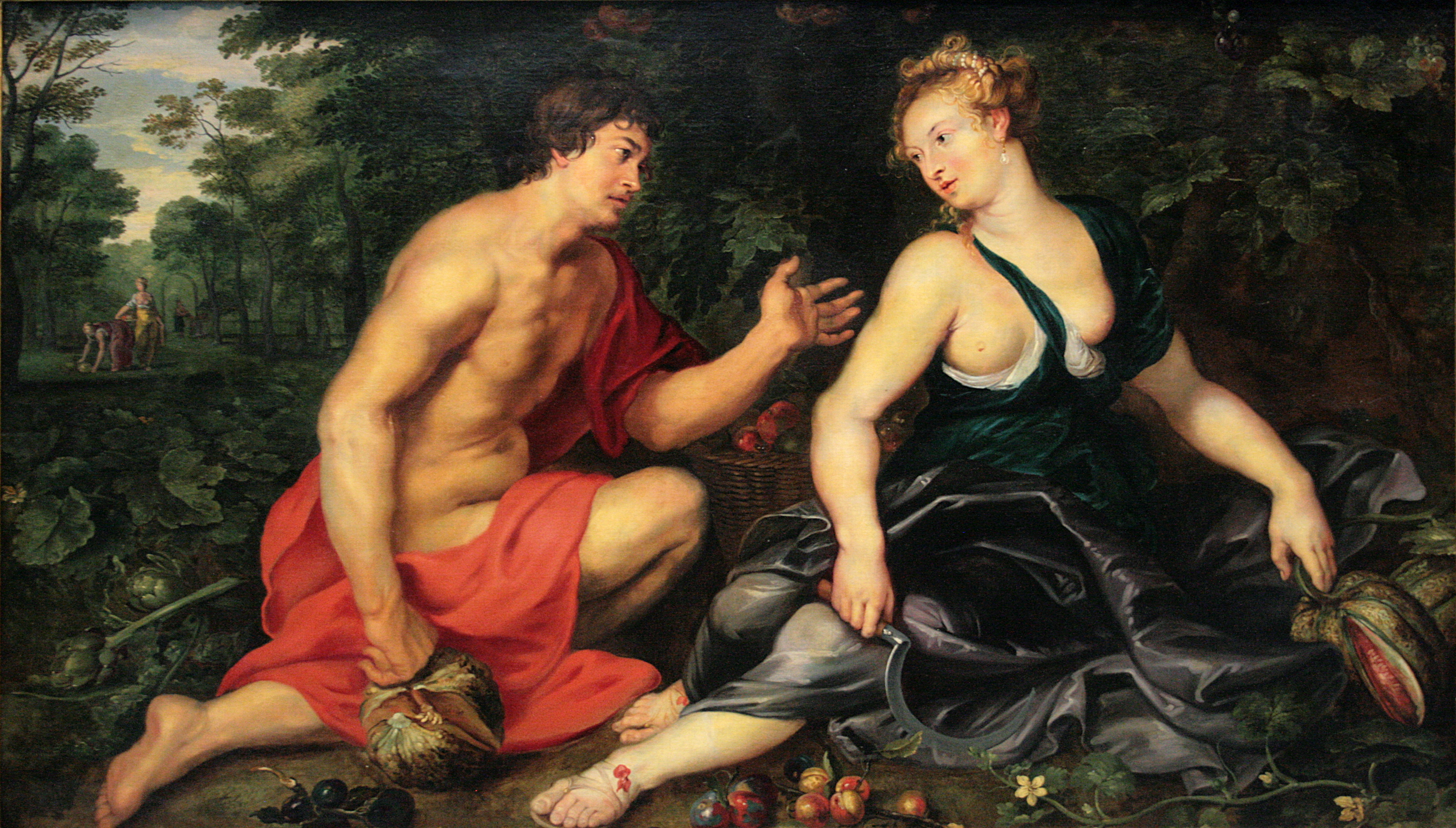
Vertumnus und Pomona von Peter Paul Rubens, 1617–1619, Privatsammlung in Madrid.

## Wortgeschichte
Die Entwicklung des Namens Voltumna zu Vertumnus beruht nach Ansicht der Forschung möglicherweise auf einer Volksetymologie auf der Grundlage von lat. vertere (= sich verändern, abwenden, stauen), nun offenbar in Rom das Hauptcharakteristikum des Gottes, dem nach Ovid auch der Hochwasserschutz zugeschrieben wurde. Die für eine männliche Gottheit von den Römern sicher als seltsam empfundenen Femininendung -a, die im Etruskischen keinen Genuscharakter hat, wurde dabei durch die lateinische Maskulinendung -us ersetzt, dabei hat auch ein Liquidenwechsel von l zu r stattgefunden, wie er unter anderem im Lateinischen und Griechischen vorkommt. Ob Voltumna überhaupt ein etruskisches Wort und nicht bloß eine römische Hilfsbezeichnung war, ist unklar, denn es ist in den 13.000 meist sehr kurzen erhaltenen Texten etruskischer Sprache aus dem 8. vorchristlichen bis zum 1. nachchristlichen Jahrhundert nicht überliefert. Die Vorsilbe vol- wiederum tritt in etruskischen Ortsnamen wie  Volsinii, Volaterrae, Volturno, Volci sowie in Stammesbezeichnungen wie Volsker gehäuft auf. Vel ist nach dem Befund der Weiheinschriften ein häufiger Eigen- bzw. Gentilname und gilt sprachhistorisch als Ableitung von Ortsnamen mit Vel-/Vol-. Insgesamt demonstriert also schon die Wortgeschichte den transitorischen Charakter dieser zwischen Etruskischem und Römischen oszillierenden mythologischen Gestalt.

## Mythologische Repräsentanz, Funktion und historischer Hintergrund

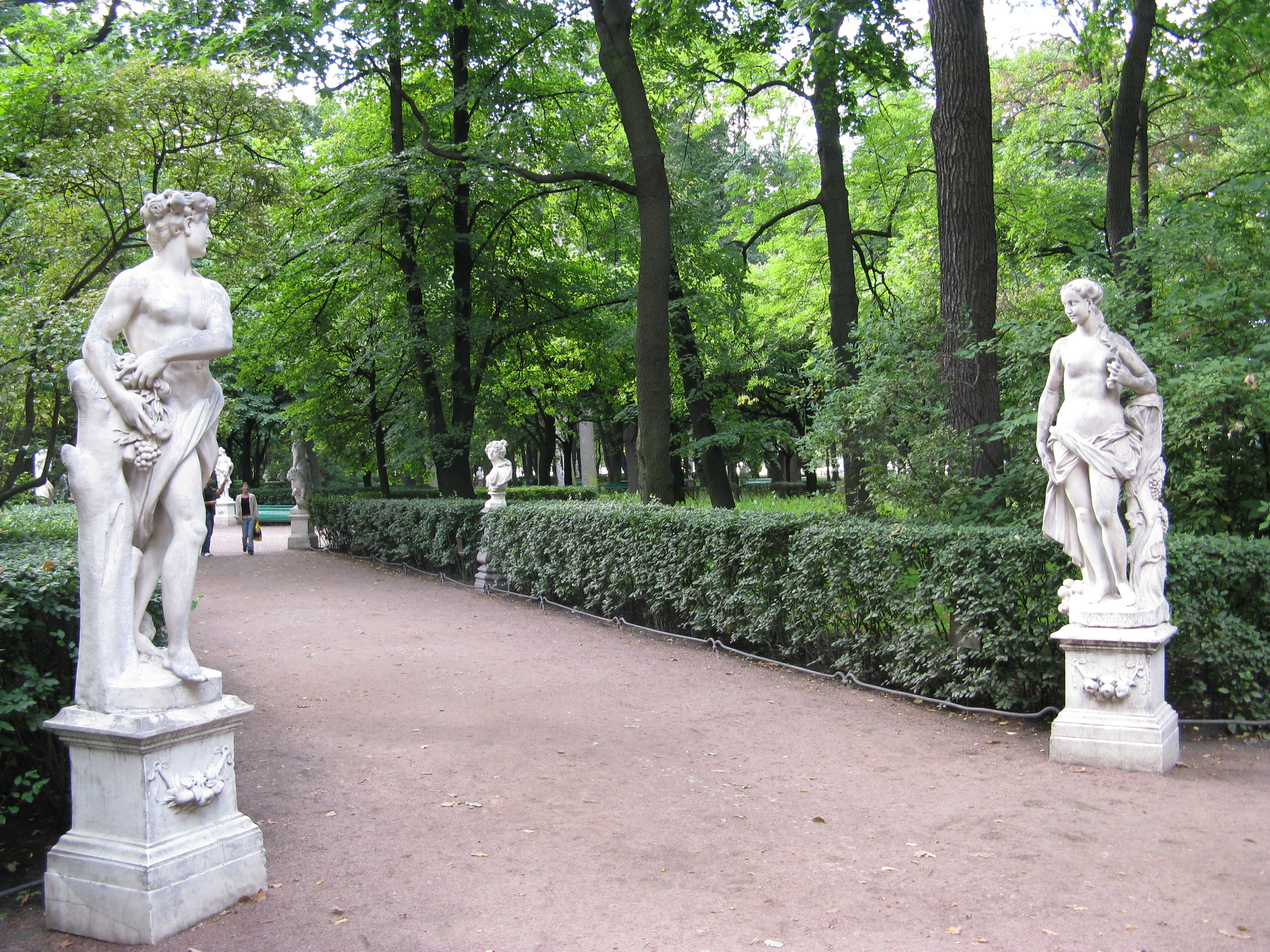
Statuen von Vertumnus und Pomona, geschaffen 1717 von F. Cabianca für den Sommergarten in St. Petersburg.

Der etruskische Voltumna scheint ursprünglich ein alter Erdgott gewesen zu sein, der auch für den Wechsel der Jahreszeiten zuständig gewesen ist, und er ist, wie das in Mythologien häufig vorkommt, später mit der Gestalt des Tinia, des eigentlichen Hochgottes der Etrusker, verschmolzen worden, nachdem die Römer das Heiligtum des Voltumna geplündert und das Götterstandbild nach Rom entführt hatten. Von einem Vertumnus spricht Marcus Terentius Varro, der ihn den „Deus princeps Etruriae“, den höchsten Gott Etruriens nennt und unter diesem Namen wurde er von den Römern auch verehrt.
Typisch für den Kult Voltumnas wie Tinias sind Libationsaltäre für Trankopfer, die in Griechenland für den Kult chthonischer Gottheiten reserviert waren, da das Opfer über eine Öffnung im Altar in die Tiefe der Erde eindringen kann. An seiner Seite sieht man in Darstellungen meist Uni, die Göttin von Veji, die dem Tinia als Gattin zugeschrieben wird.
Die zwölf Völker Etruriens des sog. Zwölfstädtebundes bekräftigten nach römischen Quellen (Livius) jedes Jahr im Heiligtum von Voltumna  bei Volsinii, dem Fanum Voltumnae, ihre Zusammengehörigkeit in einer feierlichen Zeremonie. Auch während Krisen zwischen den einzelnen Städten oder zwischen diesen und Rom diente der Ort als Zentrum, wo man den Konflikt beizulegen oder die Unterstützung anderer Städte zu gewinnen versuchte. Auch tagte dort im Heiligtum das von Livius so genannte „Concilium Etruriae“ unter der Leitung eines Priesters, das neben religiösen und organisatorischen Fragen als übergeordneter ethnischer Verband Etruriens auch politische Probleme behandelte.
Als Gründer des Kultes in Rom gilt nach antiker Überlieferung bereits Servius Tullius, der legendäre sechste König Roms und möglicherweise ein Etrusker. Die Römer hielten Voltumna jedenfalls für so wichtig, dass sie auf Veranlassung des Feldherrn M. Fulvius Flaccus nach ihrem Sieg über Volsinii (heute Bolsena) 264 v. Chr. auf dem römischen Aventin einen Tempel für ihn errichten ließen und so den geschlagenen Etruskern ihre wichtigste religiöse Grundlage entzogen, zumal sie, obwohl sonst keine Plünderungen vorkamen (mit Ausnahme von Rusellae und Volsinii), auch die gesamte Tempeleinrichtung von Volsinii raubten (nach der Naturalis historia des Plinius waren es 2000 Statuen) und in das neue römische Heiligtum überführten. Der Vorgang bezeichnet denn auch das endgültige politische Ende der Etrusker, denn damit hatten sie ihr spirituelles Zentrum verloren und gingen nach und nach im römischen Staatsverband auf.

## Deutungsproblematik und mythologische Entwicklung

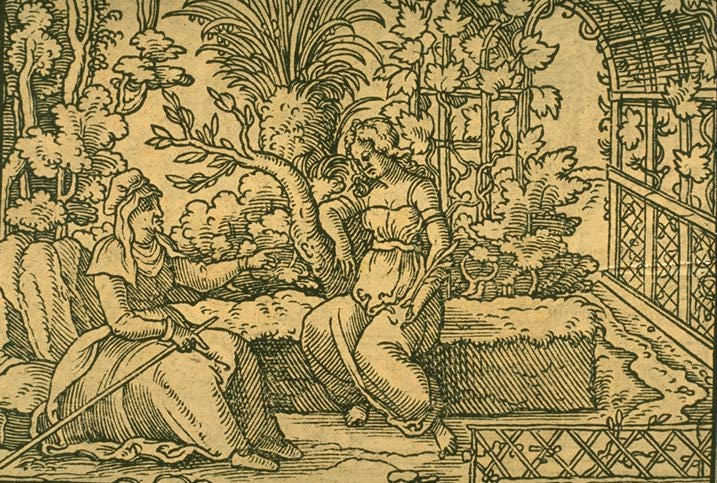
Pomona und Vertumnus (hier als alte Frau). Gravur von Virgil Solis 1562 für eine Ausgabe der „Metamorphosen“.

Das Hauptproblem bei der Deutung besteht darin, dass keine der ohnehin nur wenigen überlieferten und deutbaren etruskischen Inschriften Hinweise liefert, welches nun genau die Funktionen Voltumnas in der etruskischen Religion waren, wie er in deren kosmisches System einzuordnen ist, denn sein Name fehlt auf der Bronzeleber von Piacenza. Sein Verhältnis zum Gott Tinia ist daher unklar. Hingegen gibt es viele lateinische Quellen, die meist aber eher zur Verwirrung als zur Klärung beitragen, zumal sie untereinander oft noch stark differieren und teilweise lediglich die jeweils aktuelle Auffassung wiedergeben, und die war römisch, nicht etruskisch. Livius z. B. beschreibt das Fanum Voltumnae, er lokalisiert dieses etruskische Hauptheiligtum aber nie, und es ist bis heute nicht eindeutig nachgewiesen, wo es sich befand. Einige Wissenschaftler vermuten, dass es sich in der Nähe der heutigen italienischen Stadt Bolsena, nahe dem von den Römern eroberten etruskischen Hauptort Volsinii, befand. Jedenfalls haben die Römer von den Etruskern (wie auch von den Griechen) Teile der Götterwelt übernommen, nach und nach mythologisch modifiziert und in ihr Weltbild eingepasst, wie dies bei derartigen interkulturellen Übergängen häufig vorkommt und wie Cavendish dies z. B. für die Mythologie der Römer beschreibt. Dabei fluktuieren diese „Doppelgötter“ immer wieder von der einen Funktion und Ikonographie in die andere, allerdings ging beim römischen Vertumnus der Charakter des Hochgottes, dessen Stelle nun Jupiter besetzt hielt, verloren, nur einige Fruchtbarkeitsaspekte blieben erhalten. Ovid verband Voltumna später mit der Obstgöttin Pomona. Auch scheint er bei den Römern sehr populär gewesen zu sein, denn sie widmeten ihm ein eigenes Fest, die Vertumnalia, die in der ersten Augusthälfte gefeiert wurden.

## Darstellungen und Textbelege

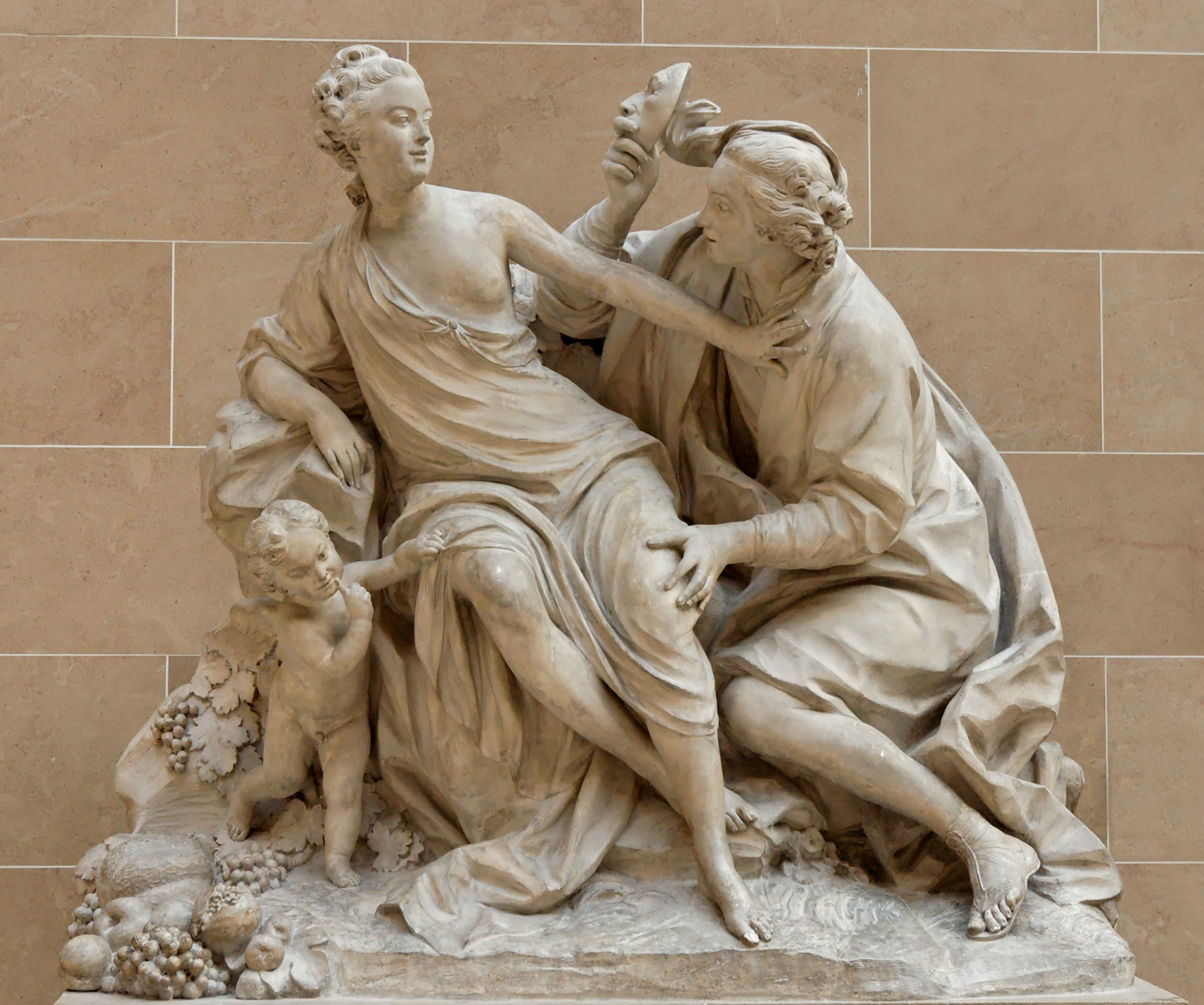
Vertumnus und Pomona. Rokoko-Statuen von Jean-Baptiste Lemoyne, 1760. Louvre.

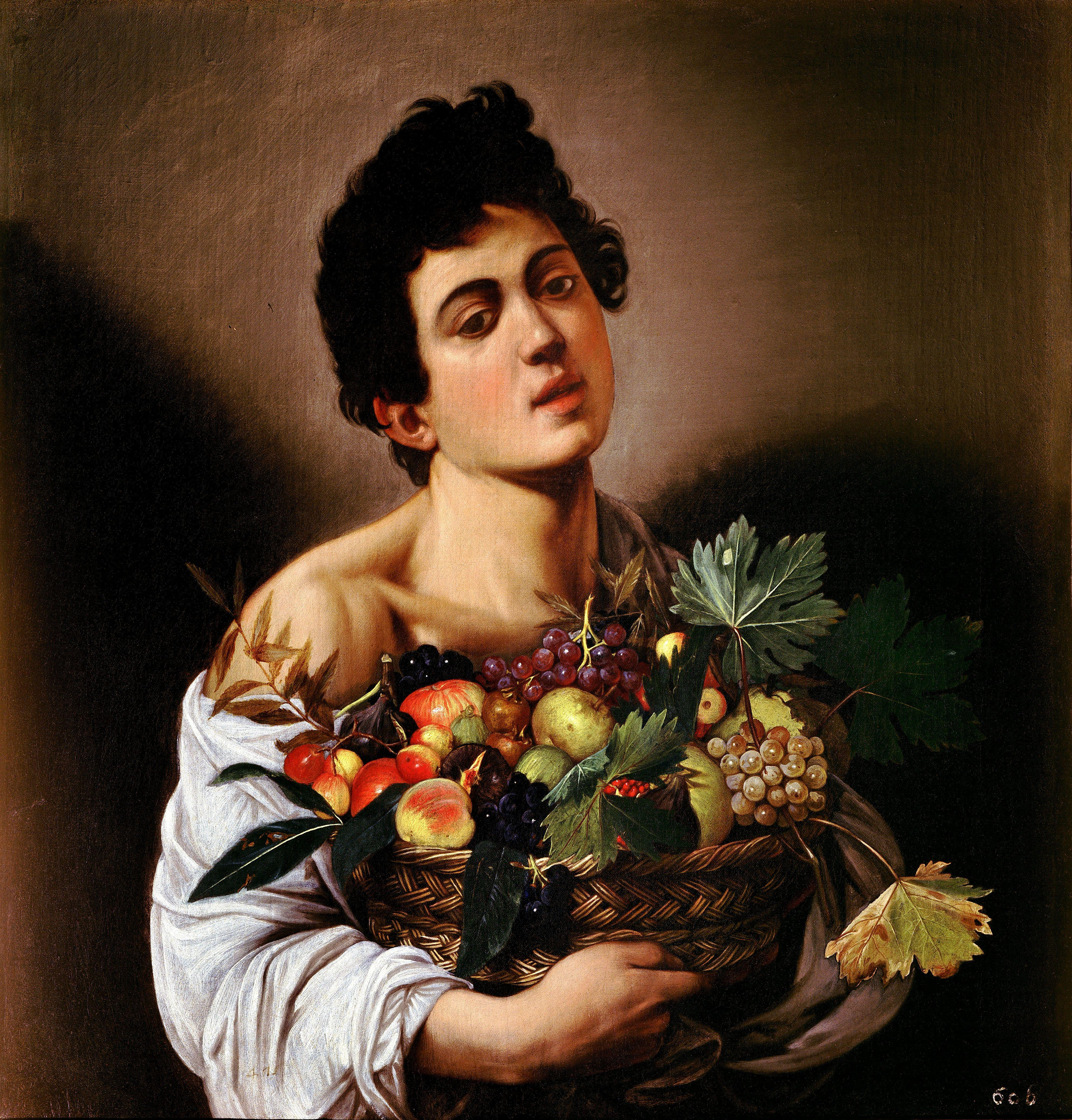
Caravaggios Knabe mit Fruchtkorb wird als Darstellung des Vertumnus gedeutet. Öl auf Leinwand, etwa 1593. Galleria Borghese, Rom.

Eine jugendliche Bronzestatue des Vertumnus/Voltumna stand in Rom am Vicus Tuscus, der „Etruskerstraße“. Offenbar sahen die dortigen Obsthändler in ihm ihren Schutzpatron, zumal er mythologisch auch noch mit der Obstgöttin Pomona liiert war und auch als Gott des Handels verehrt wurde. Der rübenförmig stilisierte Blitz in seiner Hand, den er aufgrund seiner Verschmelzung mit Tinia ebenfalls führte, wurde dabei offenbar als Frucht missverstanden. Sextus Propertius erwähnt, dass diese Bronzestatue eine ältere Holzstatue des „Vortumnus“ ersetzte, die in einem einfachen Schrein  mit der Bezeichnung „Signum Vortumni“ (Zeichen des Vortumnus) gestanden habe, der jeweils entsprechend der Jahreszeit geschmückt gewesen sei. Die Bodenplatte der Statue wurde 1549 entdeckt, möglicherweise immer noch am ursprünglichen Ort, ist aber seither verschwunden. Die Inschrift verwies auf eine Restaurierung der Statue im frühen 4. Jahrhundert n. Chr.: VORTUMNUS TEMPORIBUS DIOCLETIANI ET MAXIMIANI (Vortumnus zur Zeit des Diokletian und Maximian).
Ovid erinnerte überdies in seinem Gedicht „Fasti“ (Feste) an eine Zeit, als das Forum Romanum, in dessen Nähe die Vertumnus-Statue stand, nur ein schilfbestandener Sumpf war: „Jener Gott, Vertumnus, dessen Name viele Formen hat, er hieß noch nicht so, denn noch trieb er das Wasser nicht flussaufwärts“. (Ein Wortspiel mit lat. vertere = (ab)wenden; Ovid bezieht sich hier wohl auf den alten Namen Voltumnus und vermischt hier die Funktion des Tinia als Hochwasserschutzgott mit der des Voltumnus).

In den Metamorphosen des Ovid wird in Buch XIV, 622 – 697 dem Vertumnus gar eine Liebesgeschichte mit der römischen Obstgöttin Pomona angedichtet. Hier handelt es sich eigentlich um eine Dryade, zu der er nach einem Seitensprung und nach allerlei Verwandlungen – er tritt auch als altes Weib auf – in der Gestalt eines schönen Jünglings zurückkehrt. Dies stellt ein starkes Indiz für seinen alten Charakter als sich wandelnder Vegetationsgott und seine einstige Doppelnatur als Tinia/Voltumnus dar.
Das Motiv als solches war in der Kunst bis in Renaissance und Barock sehr beliebt. Ein Beispiel aus der Zeit des Manierismus ist das Fresko Vertumnus und Pomona, das Jacopo da Pontormo für den Salone der Villa Medici in Poggio a Caiano geschaffen hat.